# Stefan Rosu
Stefan Rosu (* 1960 in Osnabrück) ist ein international tätiger Kulturmanager mit Schwerpunkt klassischer Musik.

## Leben
Rosu war von 1995 bis 1998 Künstlerischer Betriebsdirektor beim Schleswig-Holstein Musik Festival. Er studierte Rechtswissenschaften an der Universität Regensburg und wechselte zu einem Studium der Musik, Kulturmanagement und Musikwissenschaft in Wien und Münster. Noch während dieser Zeit war er von 1998 bis 2005 Manager bei Radio Filharmonisch Orkest Holland in Hilversum. Die Promotion erfolgte 2004 mit Auszeichnung. Seine Dissertation Die Freundeskreise der Rundfunkorchester in den Niederlanden enthält die bislang einzige Darstellung der Geschichte der niederländischen Rundfunkorchester in deutscher Sprache und ist im Wiener Institut für Niederlandistik erschienen. Danach war er Geschäftsführender Direktor beim Mozarteumorchester Salzburg. Zwischen 2010 und 2013 begleitete Rosu die Fusion des Orchestre Philharmonique du Luxembourg mit der Philharmonie Luxembourg in verschiedenen Funktionen.
Zum 1. Oktober 2013 wurde Stefan Rosu zum Intendanten der Philharmonie Zuidnederland berufen und ist seit 1. Januar 2016 zum Allein-Vorstand der Trägerstiftung gewählt.
Er beendete seine Tätigkeit zum 1. Februar 2024.
Von 2013 bis 2020 hatte er einen Lehrauftrag für Orchestermanagement im Rahmen des Master-Studiengangs Theater- und Orchestermanagement an der Hochschule für Musik und Darstellende Kunst in Frankfurt am Main inne.
Seit 2014 ist Rosu Jury-Vorsitzender des jährlich vom Conservatorium Maastricht ausgerichteten Wettbewerbs Music Award Maastricht.
Zu Beginn des Jahres 2017 startete er seinen englischsprachigen orchestra-innovation Blog.
Seit 2018 ist er Mitglied im Beirat der Deutschen Orchester-Stiftung und Jurymitglied für die Vergabe des Preises „Innovation“ an Orchester in Deutschland.
Das von Rosu initiierte Maastricht Centre for the Innovation of Classical Music (MCICM) nahm am 1. September 2018 seinen Betrieb auf. Das an der Universität Maastricht angesiedelte MCICM ist ein Zusammenschluss von wissenschaftlicher Forschung und einem Orchester.
Seit 2019 ist er Mitglied im Vorstand der Vereniging van Nederlandse Orkesten (Vereinigung Niederländischer Orchester).

## Auszeichnungen
Rosu wurde 2009 von Landeshauptfrau Gabi Burgstaller mit dem Ehrenbecher des Landes Salzburg ausgezeichnet.
2024 erhielt er den Verdienstorden der Stadt Maastricht (Teken van Verdienste) für die erfolgreiche Orchesterfusion, die Tatsache, dass er Philzuid zu einem Toporchester entwickelte und seinen Beitrag, Maastricht zur zweiten Kulturstadt der Niederlande zu machen.

## Veröffentlichungen
- Laboratorium statt Maschine, In: Das Orchester, 04/2023, Seite 6
- mit Ties van der Werff, Peter Peters und Neil Thomas Smith: Missing the Audience: Online Musicking in Times of COVID-19, In: Zeitschrift für Kulturmanagement and Kulturpolitik/ Reihe Kulturmanagement & Kulturpolitik, Volume 7/ Number 1 2021/1, Transcript Verlag, Bielefeld.[17]
- mit Peter Peters und Ruth Benschop: The Researching Orchestra: Innovative Collaborations between Symphonic Orchestras and Knowledge Institutions. In: M. Tröndle (Hrsg.): Classical Concert Studies. A Companion to Contemporary Research and Performance. Routhledge, New York Januar 2021.[18]
- Change in Orchestras – The Maastricht Centre for the Innovation of Classical Music. In: Arts Management Quarterly, Cultural Leadership. Band 130, Januar 2019.[19]
- mit E. Zaman: How classical orchestras in Europe adapt to a changing environment. In: S. Little, F. Go, T. Poon, T. (Hrsg.): The Palgrave Handbook of Entrepreneurship and Innovation: Global Innovation and Entrepreneurship: Challenges and Experiences from East and West. Palgrave/ MacMillan, New York/ London, Januar 2017.[20]
- Die Zukunft des Orchesters sicherstellen: Neue Strategien sind gefragt – und Offenheit gegenüber dem Wandel. In: Das Orchester. Schott Verlag, Mainz, Ausgabe Februar 2016.[21]
- Orchestra development by strategy – A best practice example from the Netherlands.[22]
- How to survive? In: International Artist Managers’ Association. (IAMA). Newsletter Summer 2015.[23]
- Zukunftsstrategien für Orchester – Kompetenzen und Kräfte aktivieren. Springer VS, Wiesbaden 2014, ISBN 978-3-658-05387-1 und ISBN 978-3-658-05388-8 (E-Book).
- Strategien für Berufsorchester – Die kritischen Punkte im Prozess. In: O. Scheytt, F. Loock (Hrsg.): Reihe Kulturmanagement & Kulturpolitik. Nr. 36, Oktober 2013, Raabe Verlag, Berlin 2013.[24]
- Innovative Produktentwicklung im Berufsorchester. In: O. Scheytt, F. Loock (Hrsg.): Reihe Kulturmanagement & Kulturpolitik. Nr. 38 vom Dezember 2013, Raabe Verlag, Berlin.[25]
- Die Freundeskreise für Rundfunkorchester in den Niederlanden (= Wiener Broschüren). Wien 2004.[26]